# N. G. Kovsan
N. G. Kovsan a fost un politician moldovean, ales în Sfatul Țării. 

## Sfatul Țării
N. G. Kovsan era liderul filialei basarabene a Partidului Popular Socialist și redactorul ziarului Свободная Бессарабия (Basarabia liberă).
Kovsan s-a opus vehement intervenției Armatei Române în Basarabia. Sub acuzația de propagandă bolșevică, a fost executat de trupele române, la ordinele generalului Ernest Broșteanu.